# Вейден (Міссісіпі)
Вейден (англ. Vaiden) — місто (англ. town) в США, в окрузі Керролл штату Міссісіпі. Населення — 907 осіб (2020).

## Географія
Вейден розташований за координатами 33°19′57″ пн. ш. 89°45′9″ зх. д. / 33.33250° пн. ш. 89.75250° зх. д. (33.332523, -89.752603).  За даними Бюро перепису населення США в 2010 році місто мало площу 5,56 км², з яких 5,56 км² — суходіл та 0,01 км² — водойми.

## Демографія
Згідно з переписом 2010 року, у місті мешкали 734 особи в 305 домогосподарствах у складі 181 родини. Густота населення становила 132 особи/км².  Було 357 помешкань (64/км²).
Расовий склад населення:
| - 65,3 % — чорних або афроамериканців - 32,6 % — білих - 0,1 % — корінних американців |

До двох чи більше рас належало 1,8 %. Частка іспаномовних становила 0,5 % від усіх жителів.
За віковим діапазоном населення розподілялося таким чином: 25,2 % — особи молодші 18 років, 54,6 % — особи у віці 18—64 років, 20,2 % — особи у віці 65 років та старші. Медіана віку мешканця становила 42,8 року. На 100 осіб жіночої статі у місті припадало 73,9 чоловіків;  на 100 жінок у віці від 18 років та старших — 68,9 чоловіків також старших 18 років.
Середній дохід на одне домашнє господарство  становив 27 839 доларів США (медіана — 23 523), а середній дохід на одну сім'ю — 31 575 доларів (медіана — 25 811). За межею бідності перебувало 34,9 % осіб, у тому числі 62,1 % дітей у віці до 18 років та 27,9 % осіб у віці 65 років та старших.
Цивільне працевлаштоване населення становило 254 особи. Основні галузі зайнятості: роздрібна торгівля — 27,2 %, мистецтво, розваги та відпочинок — 20,5 %, освіта, охорона здоров'я та соціальна допомога — 17,7 %, виробництво — 16,9 %.